# 山本実尚
山本 実尚（やまもと さねひさ）は、戦国時代の武士。山城国洛北岩倉の小倉山城を拠点とした。

## 概要
実尚は、山本氏の系図には名前が見えないが、書状に名前が見える。以下の記述は、説明がない限り東京大学史料編纂所データーベースに収録された書状による。
明応9年（1500年）10月11日には、先代の山本氏当主と見られる山本三郎五郎重尚が岩倉郷長谷の田地を売却している。
永正10年（1514年）12月3日には、山本三郎左衛門尉重尚が岩倉郷小鳥の地を大徳寺養徳院に売却しており、養徳院側の書状で山本三郎五郎実尚と署名している。
享禄4年（1531年）10月5日には、山本修理亮実尚の名前で岩倉郷の九ノ坪が与えられている。同年12月25日には、柳本甚次郎から大徳寺真珠庵領への佐竹氏による違乱を止めるように文書が発給されている。
天文3年（1534年）10月14日には、実相院門跡領・大雲寺領に対する横領を幕府より止められている。
天文6年（1537年）10月20日には、高畠長信より柳本氏（柳本元俊か）による毎阿弥の所有する薑田についての催促が伝えられている。
天文7年（1538年）9月17日には、実相院福田庵領に対する横領を幕府より止められている。
天文15年（1548年）10月28日には、岩倉に侵入を試みた細川国慶と戦闘しており、この際大雲寺が全焼したという。
天文24年（1557年）2月3日には山本佐渡守実尚の名前で書状を発給している。また、時期は不明だが、佐渡守を名乗り自身の軍勢に大徳寺の境内や門前を通行することを禁じる禁制を発給している。
永禄2年（1559年）11月23日には、同族の山本五郎兵衛尉が借米を返さなかったことに対して、幕府から実尚に対して問状が発給されている。五郎兵衛尉は同年12月28日に幕府より芝坊坊領の横領を止められている。
永禄11年（1568年）10月6日には、足利義昭から相国寺光源院領への横領を止められている。
『御湯殿上日記』によれば、永禄12年（1569年）1月4日には、本圀寺の変に連動して、三好三人衆配下として将軍山城を焼いている。